# هانس كاتس
هانس كاتس (بالألمانية: Hanns Ludwig Katz)‏ هو رسام ونقاش ألماني، ولد في 24 يوليو 1882 في كارلسروه في ألمانيا، وتوفي في 17 نوفمبر 1940 في جوهانسبرغ في جنوب أفريقيا.